# Гравитационно-волновая астрономия
|  | Двойные системы из массивных объектов, вращающихся друг вокруг друга — важный источник излучения для гравитационно-волновой астрономии. Во время вращения система излучает гравитационные волны, которые уменьшают тензор напряжений энергии-импульса, вызывая уменьшение радиуса орбиты. Здесь показана двойная система белых карликов, важный источник для космических детекторов, таких как eLISA. Слияние белых карликов может породить сверхновую, изображенной взрывом на третьем рисунке. |

Гравитационно-волновая астрономия — раздел астрономии, изучающий космические объекты путём исследования их гравитационного излучения при помощи регистрации его прямого воздействия на детекторы гравитационных волн. Представляет собой активно развивающуюся область наблюдательной астрономии, использующую гравитационные волны (малейшие искривления пространства-времени, предсказанные общей теорией относительности Эйнштейна) для сбора данных об объектах, таких как нейтронные звезды и черные дыры, о таких событиях, как взрывы сверхновых, и о различных процессах, в том числе свойства ранней Вселенной вскоре после Большого взрыва.
Теоретическая база гравитационных волн основана на теории относительности. Впервые они были предсказаны Эйнштейном в 1916 году; их существование следует из общей теории относительности, они фигурируют во всех теориях гравитации, которые подчиняются специальной теории относительности. Косвенные подтверждения их существования впервые появились в 1974 году после измерений двойной звездной системы Халса-Тейлора PSR B1913+16, орбита которой изменялась именно так, как предсказывает теория гравитационных волн. Рассел Халс и Джозеф Тейлор были награждены в 1993 году Нобелевской премией по физике за это открытие. Впоследствии учёные наблюдали за многими пульсарами в двойных системах (включая одну систему двойных пульсаров PSR J0737-3039), и поведение их всех согласовывалось с теорией гравитационных волн.
11 февраля 2016 года было объявлено, что LIGO впервые непосредственно наблюдал гравитационные волны в сентябре 2015 года.
За экспериментальное обнаружение гравитационных волн в 2017 году была присуждена Нобелевская премия по физике учёным Барри Бэришу, Кипу Торну и Райнеру Вайссу.

## Наблюдения
Частота гравитационных волн обычно очень низка, такие волны достаточно трудно обнаружить. Волны с более высокими частотами возникают при более драматических событиях, благодаря чему они стали первыми наблюдаемыми волнами.

### Высокочастотные
В 2015—2016 годах проект LIGO впервые в истории непосредственно наблюдал гравитационные волны с помощью лазерных интерферометров. Детекторы LIGO зарегистрировали гравитационные волны от слияния двух черных дыр звездной массы, что согласовывалось с предсказаниями общей теории относительности. Эти наблюдения показали существование двойных систем чёрных дыр звездной массы и стали первым прямым обнаружением гравитационных волн и первым наблюдением процесса слияния двойной системы чёрных дыр. Это открытие было охарактеризовано как революционное для науки, так как установило возможность использовать гравитационно-волновую астрономию для исследования темной материи и Большого взрыва.
Наблюдением гравитационных волн занимается несколько научных коллабораций. Построена всемирная сеть наземных детекторов, километровых лазерных интерферометров, в том числе: лазерно-интерферометрическая гравитационно-волновая обсерватория (LIGO), совместный проект Массачусетского технологического института, Калифорнийского технологического института и ученых Научной коллаборации LIGO с детекторами в Ливингстоне, штат Луизиана и на месте Хэнфордского комплекса; Virgo, в Европейской гравитационной обсерватории, в муниципалитете Кашина вблизи Пизы в Италии; GEO600 в Зарштедте, близ Ганновера в Германии, и KAGRA, которым руководит Токийский университет в Камиокской обсерватории, в подземелье шахты Мозуми в Камиокской части города Хида в префектуре Гифу в Японии. LIGO и Virgo модернизируют в 2016 году. Улучшенный детектор LIGO начал наблюдение в 2015 году и обнаружил гравитационные волны, ещё не достигнув максимума своей чувствительности; ожидается, что улучшенный детектор Virgo начнет наблюдение в 2016 году. Модернизация детектора KAGRA запланирована на 2018 год. GEO600 в настоящее время работает, но его чувствительность делает маловероятным возможность детектирования волн; его основной задачей является испытание технологии.

### Низкочастотные
Также наблюдение гравитационных волн ведется с помощью тайминга массивов пульсаров. Его применяют три консорциума: EPTA (Европа), Североамериканская наногерцевая обсерватория гравитационных волн (NANOGrav) и PPTA (Parkes Pulsar Timing Array) в обсерватории Паркса (Австралия); все вместе они сотрудничают в рамках IPTA. Эта технология использует обычные радиотелескопы, но, поскольку они чувствительны к частотам в наногерцовом диапазоне и чувствительность детектора улучшается постепенно, для обнаружения сигнала требуется много лет. Текущие оценки приближаются к ожидаемым для астрофизических источников.

### Среднечастотные
В будущем существует возможность применения космических детекторов. Европейское космическое агентство выбрало гравитационно-волновую миссию как миссию L3, с запуском в 2034 году, текущей концепцией является Лазерная Интерферометрическая Космическая Антенна (eLISA). На стадии разработки находится японский проект DECIGO (интерферометр гравитационных волн в децигерцевом диапазоне).

## Научный потенциал
Астрономия традиционно полагалась на электромагнитное излучение, начав с видимого света и с развитием технологий взяв на вооружение другие части электромагнитного спектра, от радиоизлучения и до гамма-лучей. Каждая новая полоса частот давала новый взгляд на Вселенную и предвещала новые открытия. В конце XX века регистрация солнечных нейтрино создала новую отрасль нейтринной астрономии, дающей представление о ранее недоступных исследователям явлениях, таких как внутренние процессы Солнца. Так же и гравитационные волны дают ученым новый инструмент проведения астрофизических наблюдений.
Теоретической основой гравитационно-волновой астрономии служит общая теория относительности. Гравитационные волны позволяют получить дополнительную информацию к полученной другими средствами. Комбинируя наблюдения одного события с использованием различных средств, можно получить более полное представление о свойствах источника. Гравитационные волны можно использовать для наблюдения систем невидимых (или которые почти невозможно обнаружить) для любых других средств, например, они предоставляют уникальный метод изучения свойств черных дыр.
Благодаря современным детекторам гравитационных волн, работающих на частотах 1 кГц, можно изучать состояние Вселенной после Большого взрыва при температуре {\displaystyle 10^{11}} Гэв, что значительно выше тех энергий, до которых современные ускорители могут разогнать элементарные частицы.
Многие системы излучают гравитационные волны, но, для чтобы создать сигнал, который можно обнаружить, источник должен состоять из очень массивных объектов, движущихся со скоростью близкой к скорости света. Основным источником гравитационных волн являются двойные системы из двух компактных объектов. Примеры таких систем:
- Компактные двойные системы из двух объектов звездных масс, вращающихся близко друг к другу, такие как белые карлики, нейтронные звезды или черные дыры. Более широкие двойные системы, которые имеют более низкие орбитальные частоты, являются источником для таких детекторов, как LISA[23][24]. Более плотные двойные системы создают сигнал для таких наземных детекторов, как LIGO[25]. Наземные детекторы способны обнаружить двойные системы, содержащие чёрную дыру средней массы или несколько сотен солнечных масс[26][27].
- Двойные системы из сверхмассивных чёрных дыр, состоящих из двух чёрных дыр с массами 105−109 масс Солнца. Сверхмассивные чёрные дыры находятся в центрах галактик. Когда галактики сливаются, их центральные сверхмассивные чёрные дыры, предположительно, тоже сливаются[28]. Они являются потенциально самыми мощными гравитационно-волновыми источниками. Самые массивные двойные системы являются источником для детекторов PTA (pulsar timing array)[что?][29]. Менее массивные двойные системы (около миллиона масс Солнца) являются источником для таких космических детекторов, как LISA[30].
- Системы с чрезвычайно большим соотношением масс, состоящие из сверхмассивной чёрной дыры и вращающегося вокруг неё компактного объекта звёздной массы. Они являются источниками для таких детекторов, как LISA[30]. Системы с высоким эксцентриситетом орбиты создают всплеск гравитационного излучения во время прохождения через перицентр[31]. Системы с почти круговыми орбитами, которые, как ожидается, будут наблюдаться в конце орбитального сближения, излучают непрерывный спектр в пределах полосы частот детектора LISA[32]. Орбитальное сближение систем с большим соотношением масс можно наблюдать на примере многих орбит. Благодаря этому они превосходно отражают особенности геометрии окружающего пространства-времени и позволяют проверить точность общей теории относительности[33].

Помимо двойных систем, есть и другие потенциальные источники:
- Сверхновые генерируют высокочастотные всплески гравитационных волн, которые могут обнаружить LIGO или Virgo[34].
- Вращающиеся нейтронные звёзды с осевой асимметрией являются источником непрерывных высокочастотных волн[35][36].
- Процессы в ранней Вселенной, такие как инфляция или фазовый переход[37].
- Космические струны, если они существуют, также могут производить гравитационное излучение[38]. Обнаружение этих гравитационных волн подтвердит существование космических струн.

Гравитационные волны слабо взаимодействуют с веществом. Поэтому их трудно обнаружить и поэтому они могут свободно путешествовать по Вселенной, не поглощаясь и не рассеиваясь как волны электромагнитного излучения. Таким образом, с помощью гравитационных волн можно увидеть центр плотных систем: ядро сверхновой или галактический центр. А также более отдалённые во времени события, чем при использовании электромагнитного излучения, поскольку ранняя Вселенная перед рекомбинацией была непрозрачна для света, но прозрачна для гравитационных волн.
Способность гравитационных волн свободно проходить сквозь вещество также означает, что гравитационно-волновые детекторы, в отличие от обычных телескопов, не ограничены полем зрения, а наблюдают все небо. Однако детекторы имеют узконаправленную чувствительность, из-за чего их, среди прочего, объединяют в сеть детекторов.

### Во время космической инфляции
Космическая инфляция, гипотетический период быстрого расширения Вселенная в первые 10−36 секунд после Большого взрыва, должна была стать источником гравитационных волн; они должны были оставить характерный след в поляризации реликтового излучения. По измерениям микроволнового излучения можно рассчитать свойства первичных гравитационных волн, и использовать эти данные, чтобы узнать больше о ранней Вселенной.

## Развитие

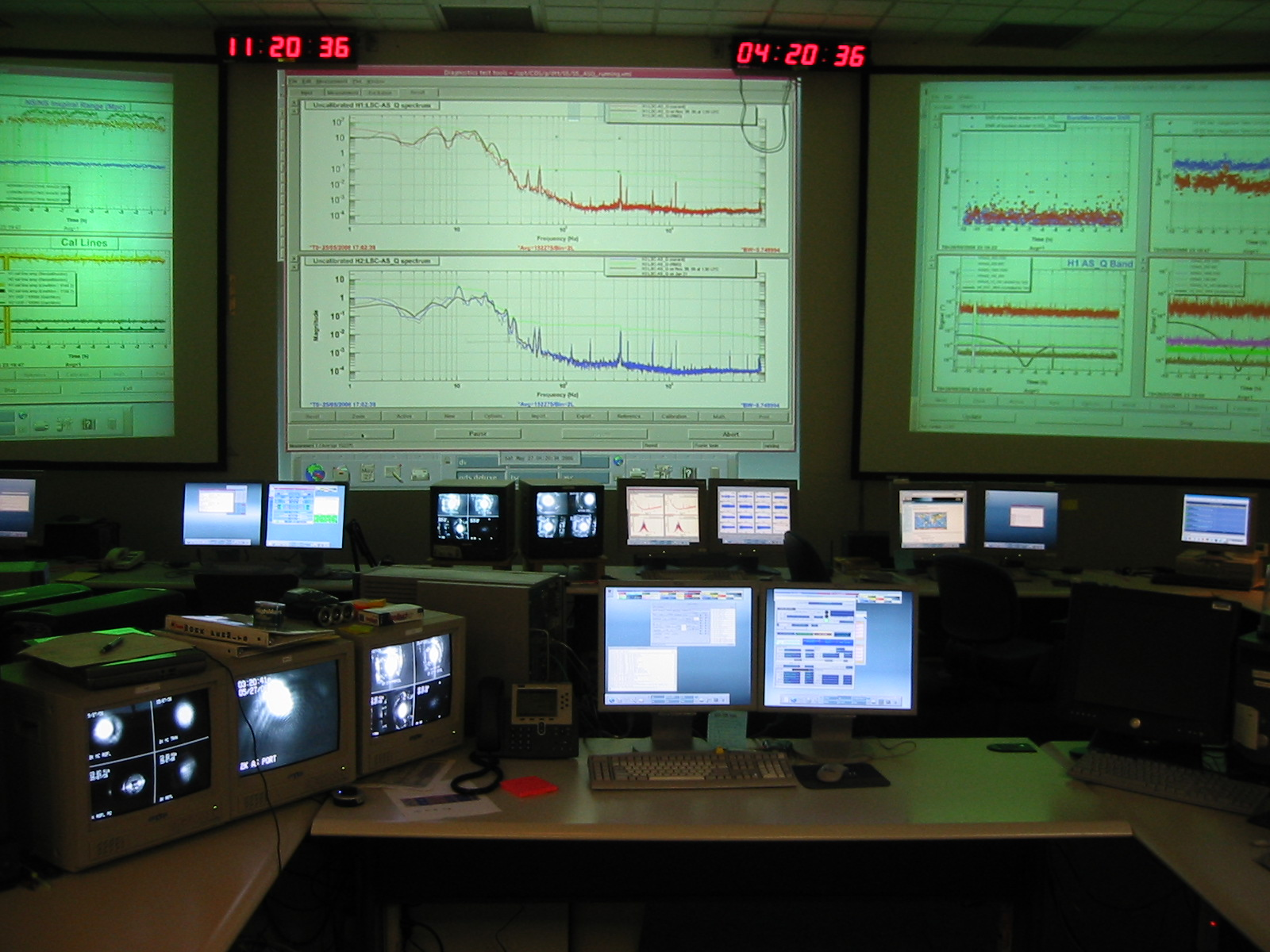
Комната управления LIGO в Генфорде

Как молодая область исследований гравитационно-волновая астрономия находится в стадии становления; тем не менее, в астрофизическом сообществе существует консенсус, что эта отрасль продолжит развиваться и станет неотъемлемой частью многоканальной астрономии XXI века. Гравитационно-волновые наблюдения дополняют наблюдения электромагнитного спектра. Эти волны обещают дать информацию, которую невозможно получить через электромагнитные волны. Электромагнитные волны на своем пути искажаются — поглощаются и вновь излучаются, что усложняет процесс получения информации об источнике. Гравитационные волны, напротив, слабо взаимодействуют с веществом, а поэтому не рассеиваются и не поглощаются. Эта особенность позволит астрономам по-новому посмотреть на центр сверхновой, звездную туманность и даже на столкновения галактических ядер.
Наземные детекторы гравитационных волн дали новые данные о фазе орбитального сближения и о слияниях двойных черных дыр звездной массы, и о двойных системах, состоящих из одной такой чёрной дыры и нейтронной звезды (которые также должны вызывать гамма-всплески). Они также могут обнаружить сигналы от коллапса ядра сверхновой и от периодических источников, таких как пульсары с малыми деформациями. Если верна гипотеза о некоторых видах фазовых переходов или о вихревых всплесков от длинных космических струн в очень ранней Вселенной (в космическом времени около 10−25 секунды), то их также можно будет обнаружить. Космические детекторы, такие как LISA, должны будут обнаружить двойные системы белых карликов типа AM Гончих Псов (где происходит аккреция бедного водородом вещества с компактной маломассивной гелиевой звезды на белый карлик), а также смогут наблюдать за слиянием сверхмассивных чёрных дыр и орбитальным сближением небольших объектов (между одной и тысячами солнечных масс) в такие чёрные дыры. LISA будет способна получать сигнал от тех же источников ранней Вселенной, что и наземные детекторы, но на более низких частотах и со значительно большей чувствительностью.
Выявление эмитированных гравитационных волн является трудной задачей. Оно включает в себя создание ультрастабильных высококачественных лазеров и детекторов, откалиброванных с чувствительностью не менее 2·10−22 Гц−1/2, как показано на наземном детекторе, GEO600. Кроме того, было показано, что даже в результате крупных астрономических событий, таких как взрывы сверхновых, гравитационные волны могут затухать до чрезвычайно малых вибраций амплитудой с диаметр атома.